# Selección de béisbol de Corea del Sur

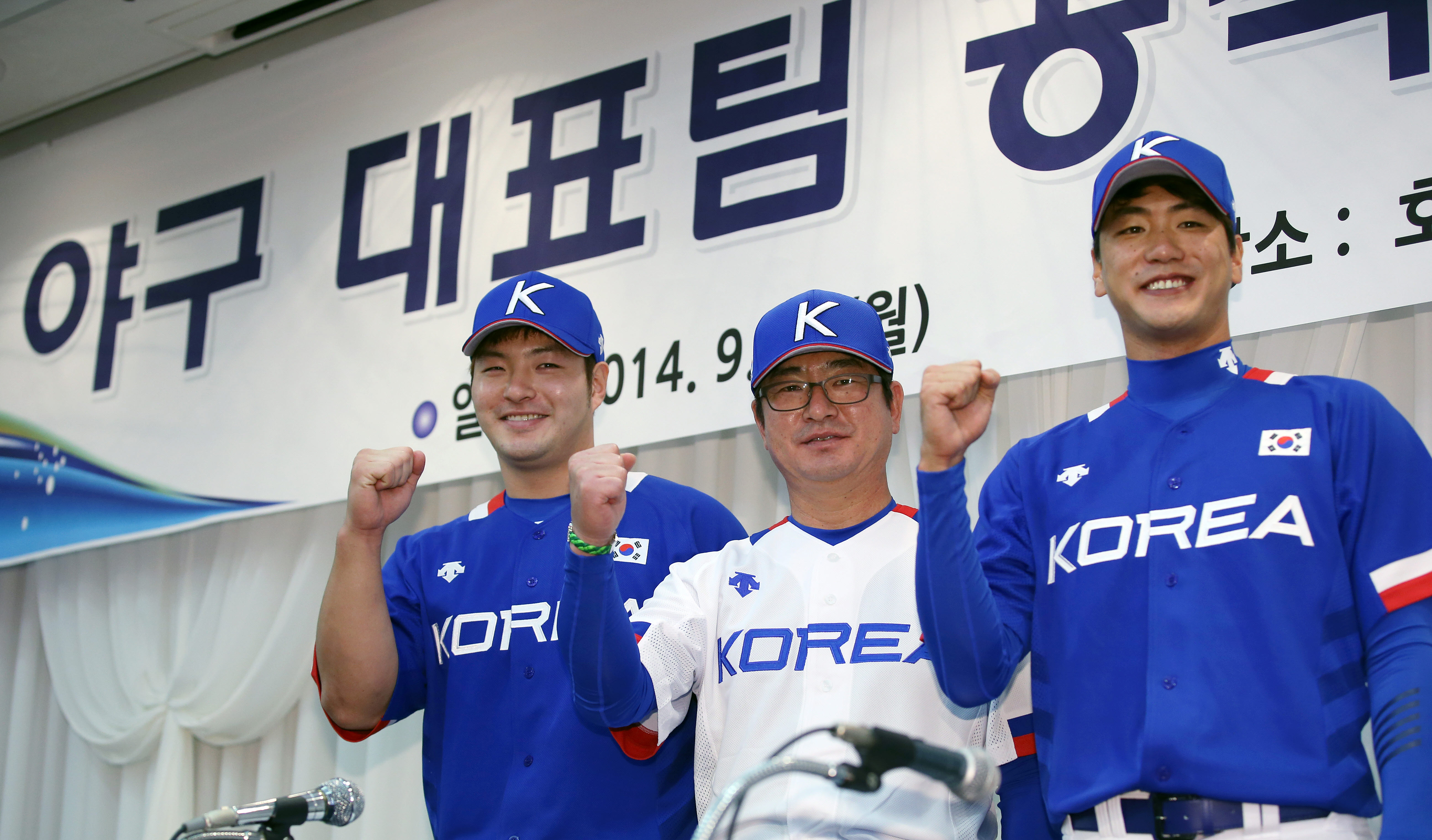
Representantes de la selección de beisbol de Corea del Sur.

La Selección de béisbol de Corea del Sur es el equipo oficial que representa a Corea del Sur en eventos internacionales de béisbol. La selección está integrada por jugadores coreanos que en su mayoría participan en la KBO y en las Grandes Ligas. En 2009 la selección coreana ocupa el lugar 3º del Ranking Mundial de la IBAF, Federación Internacional de Béisbol, (IBAF por sus siglas en inglés).

## Clásico Mundial de Béisbol

### Edición 2006
En la I edición del Clásico Mundial de Béisbol en 2006, la selección Coreana formó parte del Grupo A, integrado además por Japón, China y China Taipéi. Corea logró el Primer puesto de ese grupo y accedió a la segunda ronda, y luego a la semifinal, jugó la semifinal contra Japón y la perdió en un intenso encuentro. Quedó en 3.er lugar.

### Edición 2009
En el 2009 Corea tocó en el mismo grupo que en el 2006 y de nuevo quedó segundo en su grupo, avanzó a la segunda ronda y jugó la final con su eterno rival Japón. Perdió la final en un partido de 11 entradas que perdió 5-3 y se proclamó subcampeón del mundo.
Participaciones
| - 2006: 3º - 2009: 2º |

## Palmarés
- WBSC Premier 12

 (1): 2015.